# アラ・カハカイ国立歴史トレイル

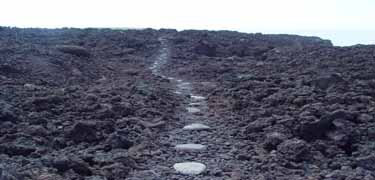
復元されたトレイル

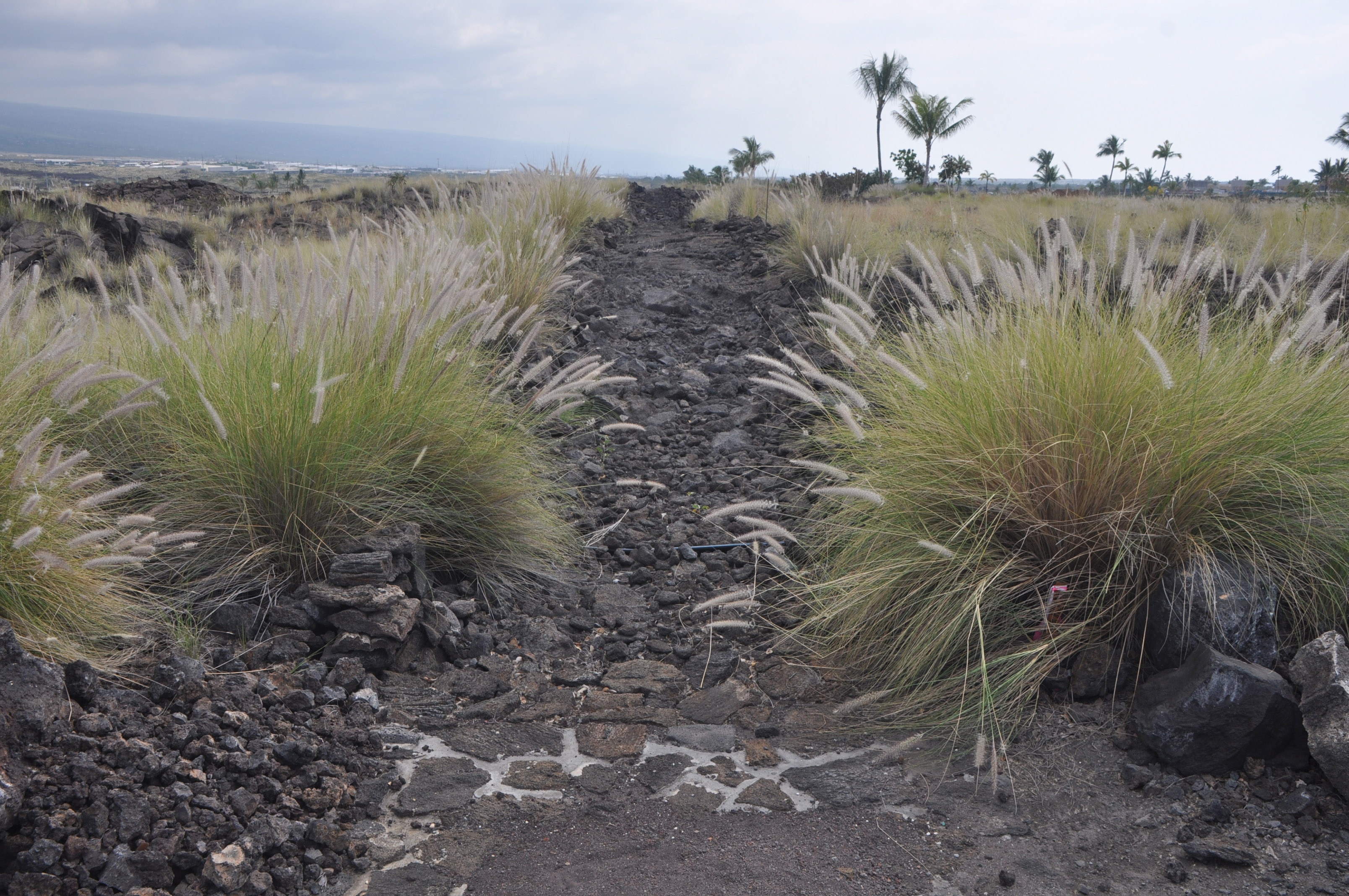
カイルア・コナのコハナイキ・ビーチ・パークのアラ・マーマラホア

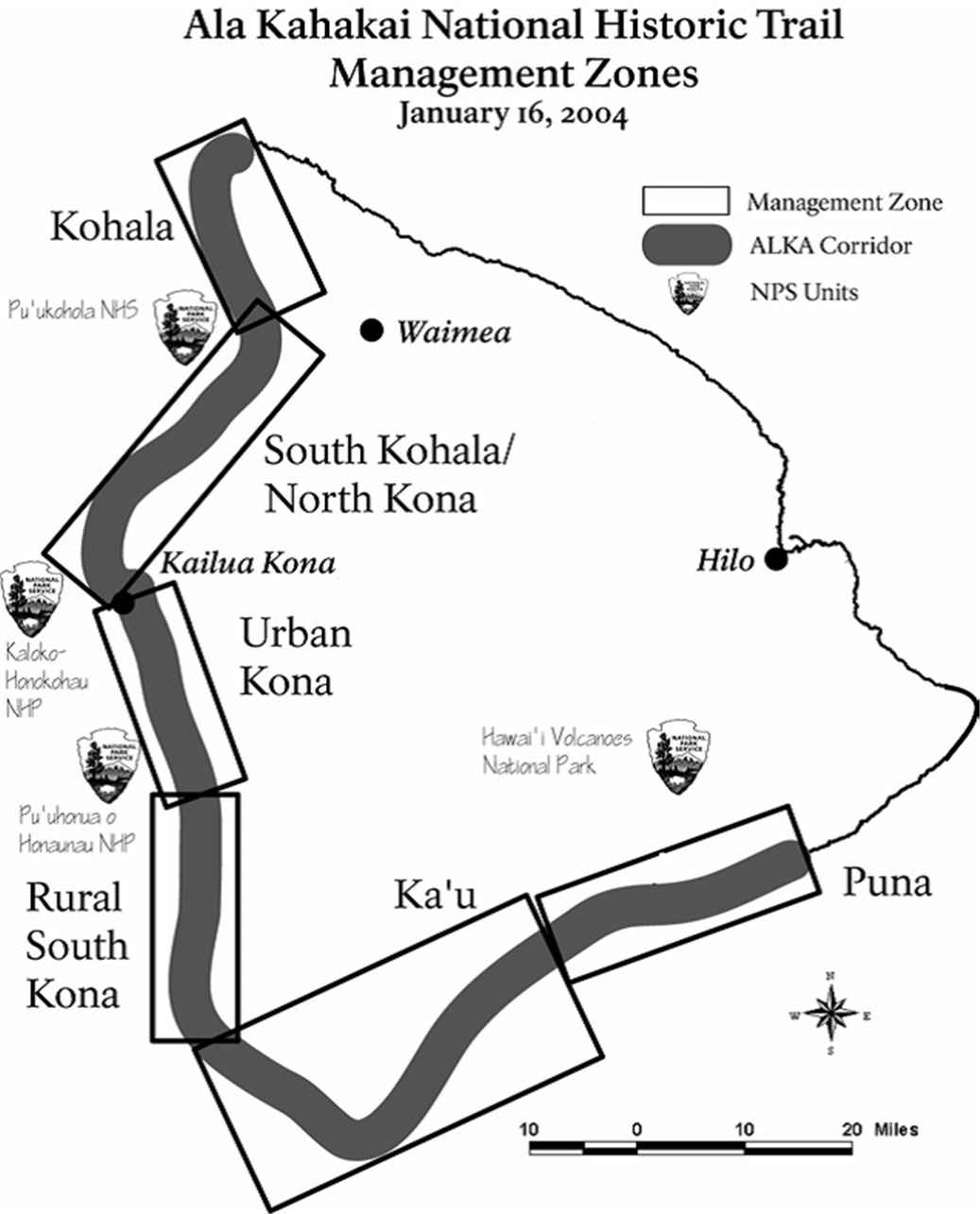
ハワイ島のトレイル・ゾーン （アメリカ合衆国国立公園局提供）

アラ・カハカイ国立歴史トレイル（アラ・カハカイこくりつれきしトレイル、英語: Ala Kahakai National Historic Trail）はキングズ・トレイル（King's Trail＝王様の小道）とも呼ばれ、アメリカ合衆国「ハワイ州のハワイ島の西および南海岸あるハワイ王朝時代の交易用小道跡である。「アラ・カハカイ」とはハワイ語で「海浜に沿った小道」という意味で、現在282km（175マイル）が発見されていて、2000年に国立歴史トレイル（en:National Historic Trail）に指定されている。ワイコロア・ビーチ、カイルア・コナ、ケアラケクアなどでは、観光地化されている。
後により広く、馬車も通れるように拡張した道はアラ・マーマラホア（Ala Māmalahoa）、現在はハワイ・ベルトロードと呼ばれている。   